# Henryk Wojtal
Henryk Wojtal (ur. 3 lipca 1939 w Podleśnej Woli, zm. 14 grudnia 2016 w Kielcach) – polski polityk, poseł na Sejm PRL IX kadencji.

## Życiorys
Syn Augustyna i Janiny. W 1953 ukończył szkołę podstawową, następnie uczęszczał do Państwowego Gimnazjum i Liceum Ogólnokształcącego im. Tadeusza Kościuszki w Miechowie. Pracował później w Wydziale Zdrowia, a potem w Wydziale Finansowym Prezydium Powiatowej Rady Narodowej w Miechowie. W 1961 uzyskał tytuł technika po dwuletniej nauce w Szkole Administracji Rolnictwa w Szczecinie-Zabrojach. Studiował następnie na Wydziale Chemicznym Politechniki Szczecińskiej, uzyskując w 1967 tytuł magistra inżyniera chemii. W latach 1968–1969 podejmował 3-semestralne studium podyplomowe z automatyki i telemechaniki przemysłowej. Pracował m.in. jako mistrz produkcji, technolog wydziałowy, kierownik działu, a także główny specjalista w ZTS „Nitron-Erg” w Krupskim Młynie. 1 marca 1973 został dyrektorem w ZTS „Cefol” w Wojciechowie, a 16 sierpnia 1976 został mianowany dyrektorem ZTS „Gamrat-Erg” w Jaśle (był nim do czerwca 1980). W latach 1977–1980 był również prezesem klubu piłkarskiego Czarni 1910 Jasło. Był także dyrektorem zakładu i prezesem Zarządu „SIGMTEX” w Piotrkowie Trybunalskim. Od 1996 prowadził prywatną firmę w Jaśle.
W 1984 otrzymał Krzyż Oficerski Orderu Odrodzenia Polski.

### Działalność polityczna
Był członkiem Związku Młodzieży Polskiej oraz Związku Młodzieży Socjalistycznej. W 1968 wstąpił do Polskiej Zjednoczonej Partii Robotniczej. W latach 1981–1986 był I sekretarzem Komitetu Wojewódzkiego PZPR w Krośnie, a od 1986 do 1990 członkiem Centralnej Komisji Rewizyjnej partii. Przez cały okres 1981–1990 był zastępcą członka Komitetu Centralnego PZPR.
Od 1985 do 1989 pełnił mandat posła na Sejm PRL IX kadencji, reprezentując okręg Krosno. Zasiadał w Komisji Przemysłu. W latach 1986–1988 był wiceministrem przemysłu chemicznego i lekkiego.